# The Light (Afrika Bambaataa)
The Light è un album di Afrika Bambaataa. Contiene, fra gli altri, la canzone Reckless, usata l'8 settembre 2013 nel programma di Radio 1 Suoni d'estate, curato da Gianmaurizio Foderaro e condotto nella stessa data da Maria Elena Fabi.

## Tracce
1. The Light
2. Reckless (12" Version)
3. Radical Music, Revolution...
4. All I Want
5. Something He Can Feel
6. Shout It Out
7. Clean Up Your Act
8. Zonk Your Body
9. World Racial War
10. Sho Nuff Funky
11. Sho Nuff Funky (7" Version)
12. Tell Me When You Need I...
13. Reckless (7" Edit)